# Ивченко, Александр Георгиевич
Алекса́ндр Гео́ргиевич И́вченко (укр. Олександр Георгійович Івченко; 23 ноября 1903, Большой Токмак, Таврическая губерния — 30 июня 1968, Запорожье) — советский инженер-конструктор, создатель авиационных турбовинтовых двигателей большого ресурса, основатель Запорожского машиностроительного КБ «Прогресс». Генеральный конструктор ОКБ. Доктор технических наук, академик АН УССР. Герой Социалистического Труда (1963), лауреат Сталинской премии (1948), Ленинской премии (1960).

## Биография

### Детство
Родился 10 (23) ноября 1903 года в городе Большой Токмак (ныне Запорожская область, Украина) в семье рабочего. Там он пошел в школу, и там прошли его детство и юность.
Семья у родителей Александра Георгиевича была большая — одиннадцать детей. Отец — Георгий Ефимович работал литейщиком на заводе «Фукс и Клайнер» (после национализации переименованный в «Красный прогресс»). Мать — Елизавета Яковлевна всю свою жизнь посвятила семье и домашнему хозяйству.

### Трудовая деятельность
Трудовую деятельность Александр Георгиевич начал в 17 лет учеником литейного дела, а затем литейщиком на заводе имени Кирова в городе Большой Токмак.

Высшее техническое образование Александр Ивченко получил в Харьковском механико-машиностроительном институте, окончив факультет «двигателей внутреннего сгорания» в 1935 году.
После окончания института Ивченко работал инженером по сборке и испытанию авиационных двигателей на Запорожском заводе имени Баранова № 29 (теперь ОАО «Мотор Сич»). Затем был переведён в отдел главного конструктора, где занимался конструированием и совершенствованием авиационных поршневых двигателей вначале в качестве рядового конструктора, а затем начальника конструкторской бригады.
Член ВКП(б) с 1924 года. Депутат ВС УССР 2 созыва (1947—1951).

### Конструкторская деятельность

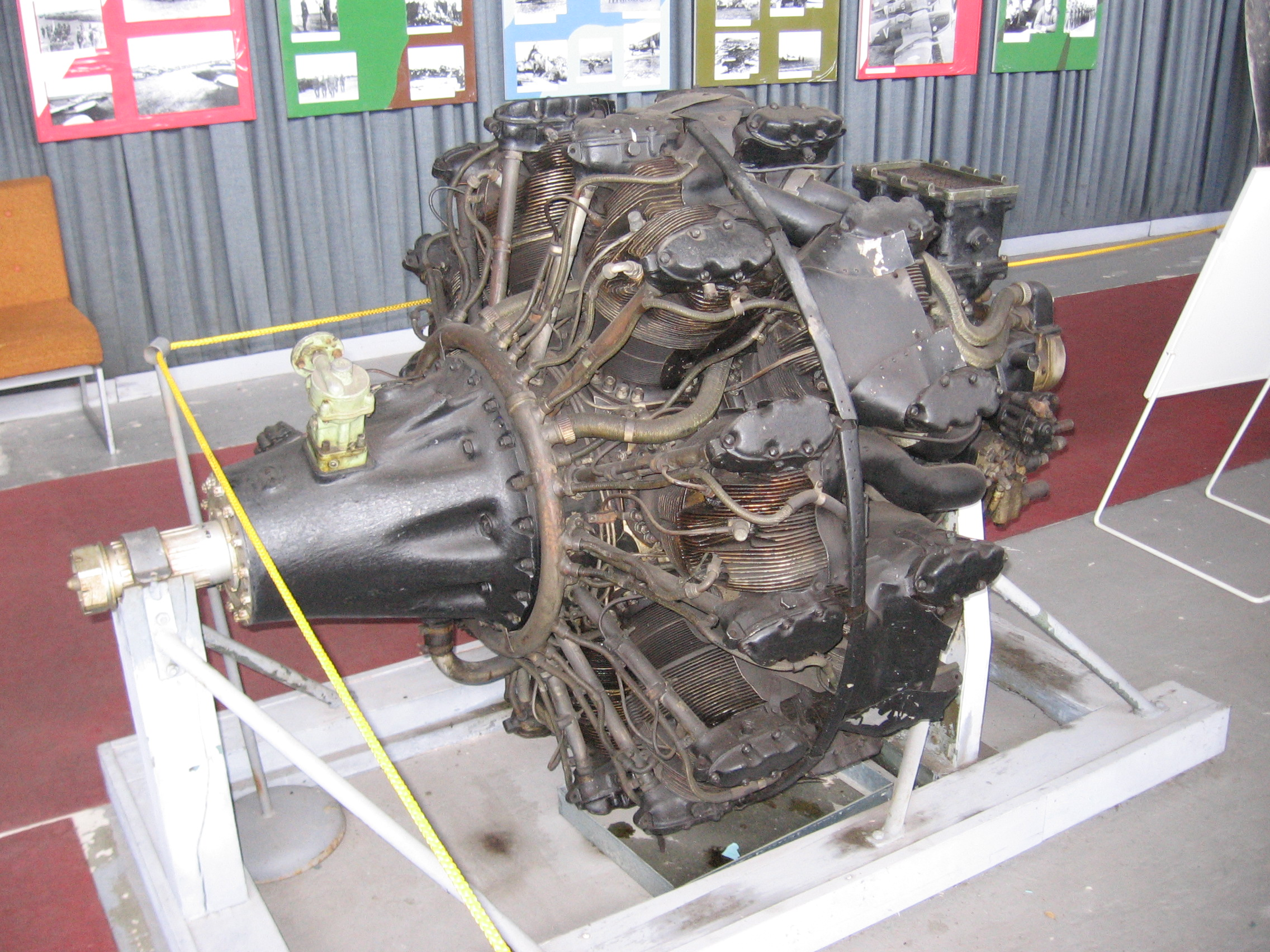
АШ 82

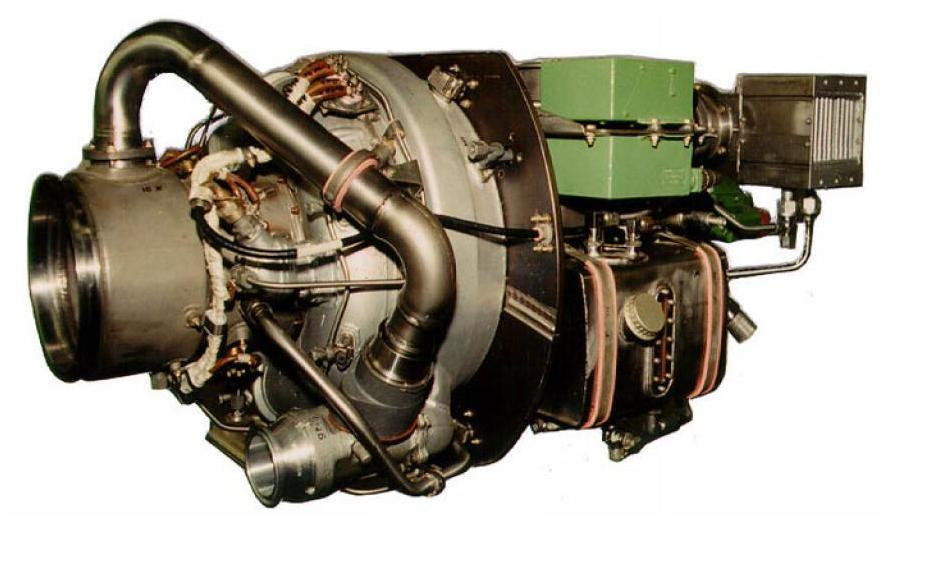
АИ 9-3В

В 1938 году Александр Георгиевич был назначен ведущим конструктором по двигателю М-89 мощностью 1500 л. с. Двигатель устанавливался на самолёты главных конструкторов Сухого (Су-2) и Ильюшина (ДБ-3Ф). После запуска двигателя М-89 в серийное производство Александр Георгиевич был назначен заместителем начальника серийно-конструкторского бюро и в серийном производстве продолжал работы по усовершенствованию этого двигателя.
После эвакуации завода в Сибирь (Омск) Александр Георгиевич назначается начальником серийного конструкторского бюро завода № 29, а затем заместителем главного конструктора.
Большие работы были проведены Александром Георгиевичем по внедрению в серийное производство двигателя АШ-82ФН, устанавливавшегося на самолёты Генерального конструктора Лавочкина — Ла-5 и бомбардировщики Туполева — Ту-2.
5 мая 1945 года приказом Народного комиссариата авиационной промышленности СССР было образовано ОКБ № 478 (первоначальное наименование ОКБ «Прогресс»). Начальником ОКБ был назначен Александр Георгиевич Ивченко, а ядро коллектива составили специалисты Омского завода, работавшие до эвакуации в Запорожье.
В 1946 году Александр Георгиевич Ивченко стал главным конструктором завода № 478, а в 1963 году — Генеральным конструктором Государственного союзного ОКБ № 478.
Опытно-конструкторское бюро при непосредственном участии и под руководством Ивченко за период с 1945 года по 1968 год спроектировало и внедрило в народное хозяйство страны авиационную технику самого высокого технического уровня:
1. Семейство поршневых самолётных двигателей: АИ-26, АИ-10, АИ-12, АИ-14Р для учебно-тренировочных, боевых самолётов и самолётов связи По-2, Як-12, Як-18, Як-20, Ан-14.
2. Семейство поршневых и газотурбинных вертолетных и винтокрылых авиационных двигателей: АИ-4Г, АИ-26ГР, АИ-26В, АИ-14В, АИ-7, АИ-24В, ТВ-2ВК, которые устанавливались на вертолеты Б-5, Б-9, Б-10, Б-11, Ка-10, Ка-15, Ка-18, Ка-26, Ми-1, Ми-3, Ми-7, Ми-8, Як-100 и Ка-22.
3. Семейство пусковых авиационных двигателей: ТС-12Ф, АИ-2МК, АИ-8, АИ-9, которые применяются на самолётах Ан-8, Ан-10, Ан-22, Бе-12, Ил-18, Ту-95, Ту-114, Як-40 и вертолётах Ми-1, Ми-6, Ми-10 и других.
4. Семейство мощных турбовинтовых газотурбинных авиационных двигателей большого ресурса: АИ-20К, АИ-20Д, АИ-20М, АИ-24 для пассажирских, транспортных и десантных самолётов Ан-8, Ан-10, Ан-12, Ан-24, Ил-18 и гидросамолёта Бе-12.
5. Один из первых в СССР двухконтурный турбореактивный двигатель АИ-25 для пассажирского Як-40.
6. Семейство двигателей наземного назначения:
  - двигатель АИ-2 для бензопилы «Дружба»,
  - гоночные двигатели семейства «Січ» для водномоторного спорта,
  - двигатель АИ-14РС для аэросаней «Север-2», Ка-30 и судна на воздушной подушке «Радуга»,
  - газотурбинные приводы АИ-23С-1 и АИ-20С для судов на подводных крыльях «Тайфун» и «Буревестник», судна на воздушной подушке «Сормович»,
  - пусковой двигатель АИ-8 для аэродромного пускового агрегата АПА-8, для запуска маршевых двигателей СПК «Сормович»,
  - ГТП АИ-8П для генератора инертных газов ГИГ-4,
  - ГТП АИ-23, АИ-23У, АИ-23СГ для буровых установок,
  - ГТП АИ-21 для газотурбинных установок ГТУ-1000 передвижных электростанций 5Э41

Отечественные турбовинтовые самолёты с двигателями АИ-20, АИ-24 и турбореактивные с двигателем АИ-25 эксплуатируются во многих странах мира.
Александр Георгиевич был крупным ученым-конструктором в области авиационного двигателестроения, создателем целой гаммы оригинальных конструкций отечественных вертолетных и самолётных двигателей; состоял членом Научно-Технического Совета при Государственном Комитете по авиационной технике при Совете Министров СССР, членом Научно-Технического Совета Главного Управления Гражданского Воздушного флота, членом Координационного комитета по авиационной технике; участвовал в рассмотрении Госпроектов, будучи членом постоянной комиссии ГНТК АН УССР по турбинным силовым установкам.
Умер 30 июня 1968 года. Похоронен в Запорожье на Южном кладбище.

### Научная деятельность
За научно-исследовательские работы по созданию авиационных двигателей большого ресурса Ученым Советом ЦИАМа Александру Георгиевичу Ивченко в ноябре 1962 года была присуждена ученая степень доктора технических наук. В июне 1964 года он стал академиком АН УССР.

## Награды и премии

Памятник Ивченко А. Г. рядом с ЗМКБ «Прогресс»

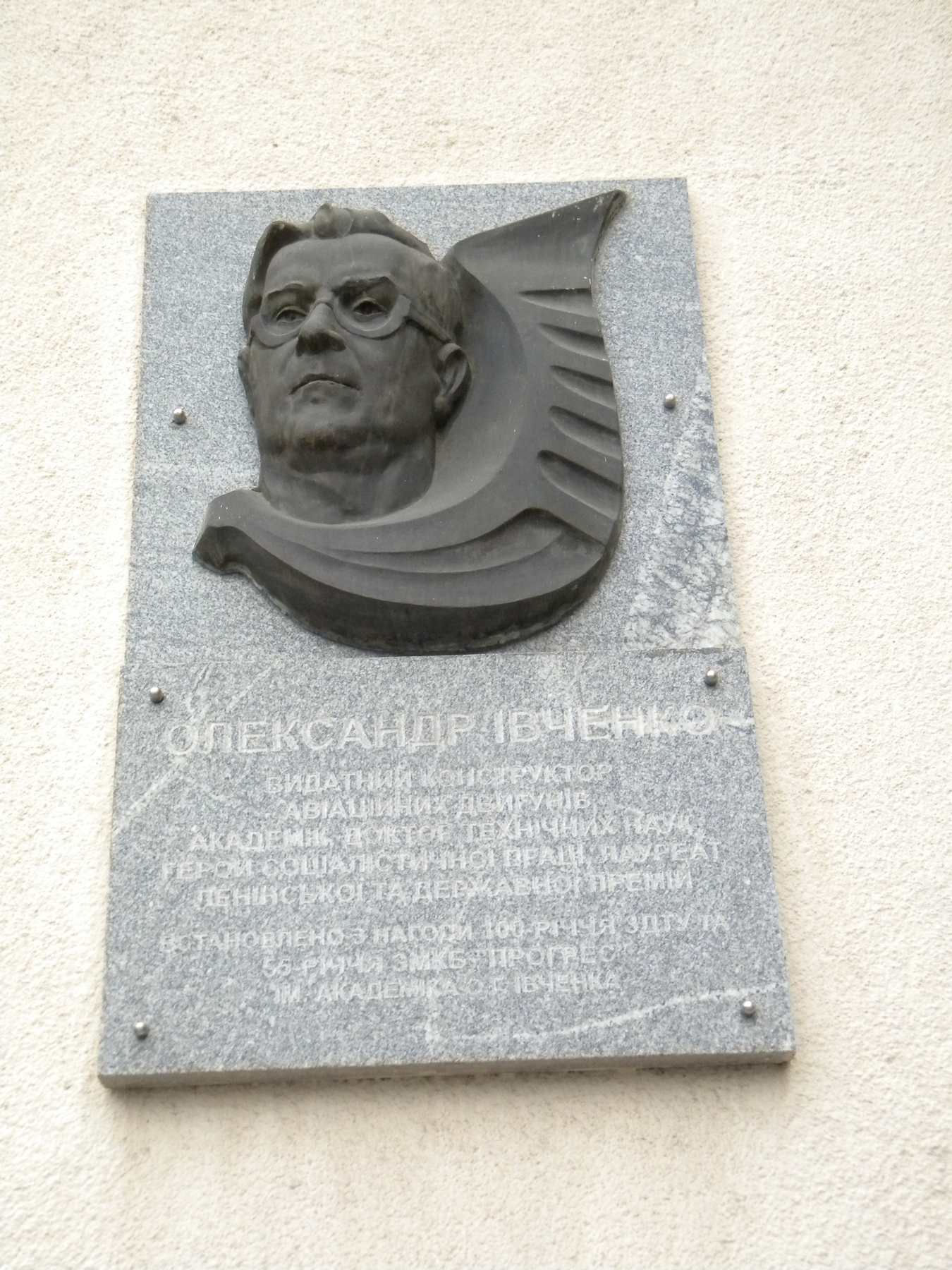
Памятная доска в Запорожской политехнике

За успешную деятельность в области создания новых образцов авиационной техники Ивченко был награждён высокими правительственными наградами:
- Герой Социалистического Труда (22.11.1963)
- два ордена Ленина (22.11.1963; 22.7.1966).
- три ордена Трудового Красного Знамени (16.9.1945; 23.1.1948; 12.7.1957);
- орден Красной Звезды (29.4.1944);
- Сталинская премия третьей степени (1948) — за создание новых авиационных моторов
- Ленинская премия (1960) — за разработку и создание пассажирского самолёта «Ил-18»

## Память
- В 1994 году постановлением Кабинета министров Украины конструкторскому бюро «Прогресс» присвоено имя академика А. Г. Ивченко, а с 1997 года новые двигатели, создаваемые конструкторским бюро, обозначаются «АИ».
- По инициативе руководства «Ивченко-Прогресс» ассоциация «Союз авиационного двигателестроения» (Москва) объявила 2003 год годом академика Ивченко.
- 22 мая 2009 году Александру Георгиевичу был поставлен памятник рядом с КБ «Прогресс». Инициировала установление памятника дочь Наталия Ивченко которую поддержали генеральный конструктор ГП «Ивченко-Прогресс» Фёдор Муравченко и городской голова Запорожья Евгений Карташов[2]. Посмертно решением президиума запорожского облсовета Александр Ивченко был награждён орденом «За заслуги перед Запорожским краем» I степени[3].